# Erin Kerr
Pas d'image ? Cliquez ici

a Compétitions nationales et continentales officielles uniquement.

b Matchs officiels uniquement.
Erin Kerr, née le 29 novembre 1982, est une joueuse internationale écossaise de rugby à XV occupant le poste de demi d'ouverture.

## Biographie
Elle joue en club pour le Richmond FC (en), puis avec les London Wasps (en).
Elle est internationale et évolue avec l'équipe d'Écosse au plus haut niveau.
Elle a fait ses débuts internationaux contre l'équipe des États-Unis en novembre 2004.
Elle compte 9 sélections au 15 août 2006, elle fait partie de l'équipe qui se rend à Edmonton au Canada pour disputer la Coupe du monde 2006.
Elle est officier de police. 

## Palmarès
(Au 15 août 2006)
- 9 sélections avec l'équipe d'Écosse.
- Participation à la Coupe du monde 2006.
- Participations au Tournoi des Six Nations.